# منطقه ماژلان و جنوبگان شیلی
منطقه ماژلان و جنوبگان شیلی (به اسپانیایی: Magallanes y la Antártica Chilena Region) یکی از منطقه‌های کشور شیلی است که در جنوب این کشور واقع شده‌است.

## نگارخانه

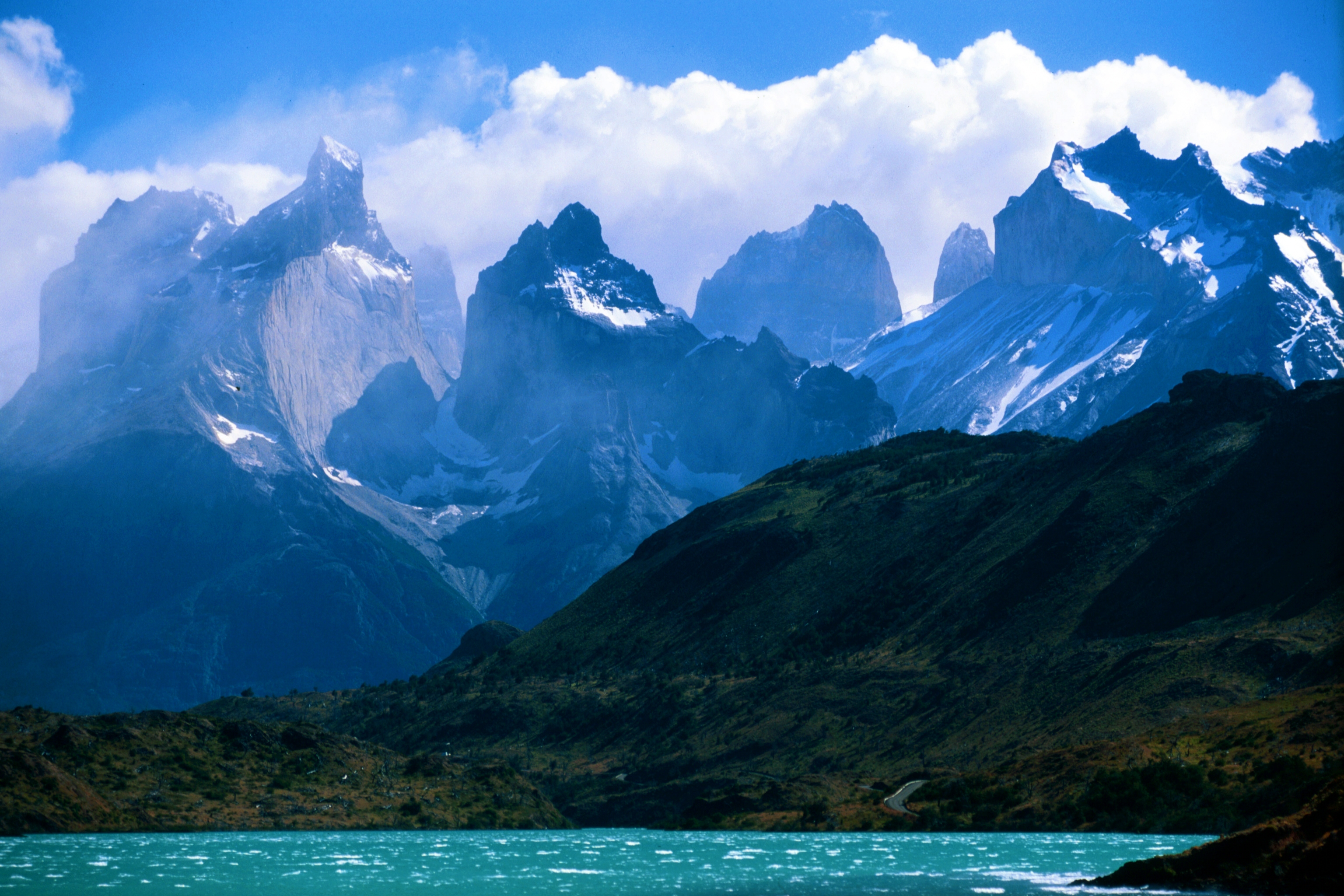
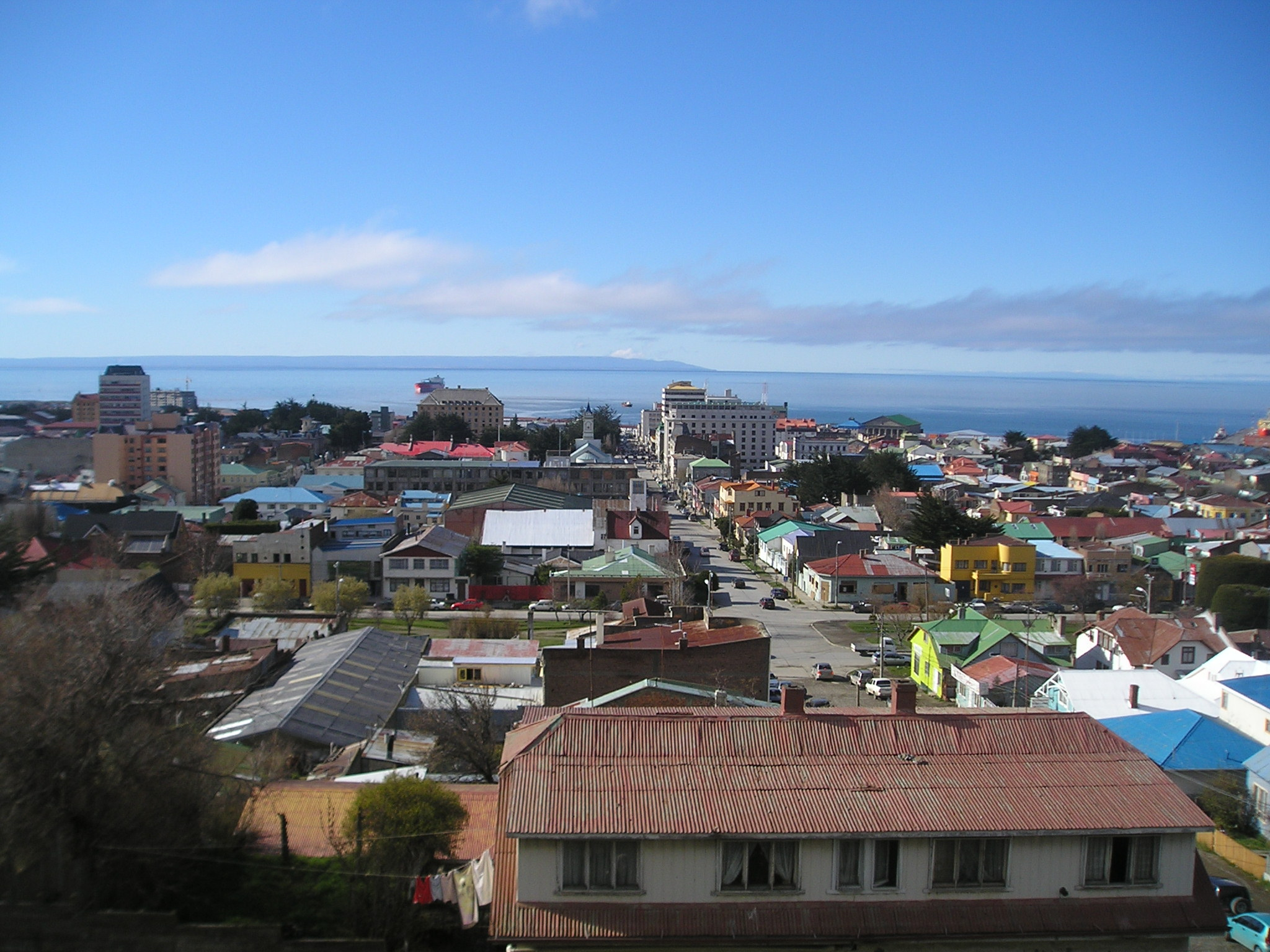
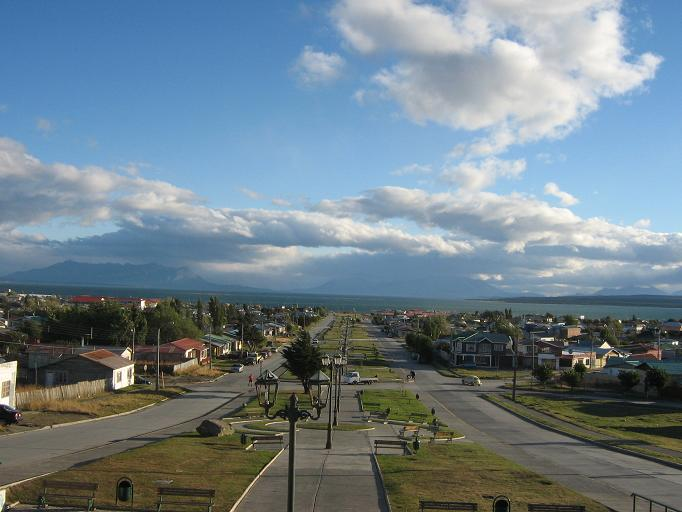
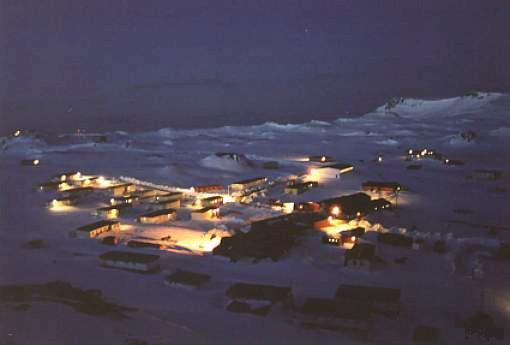
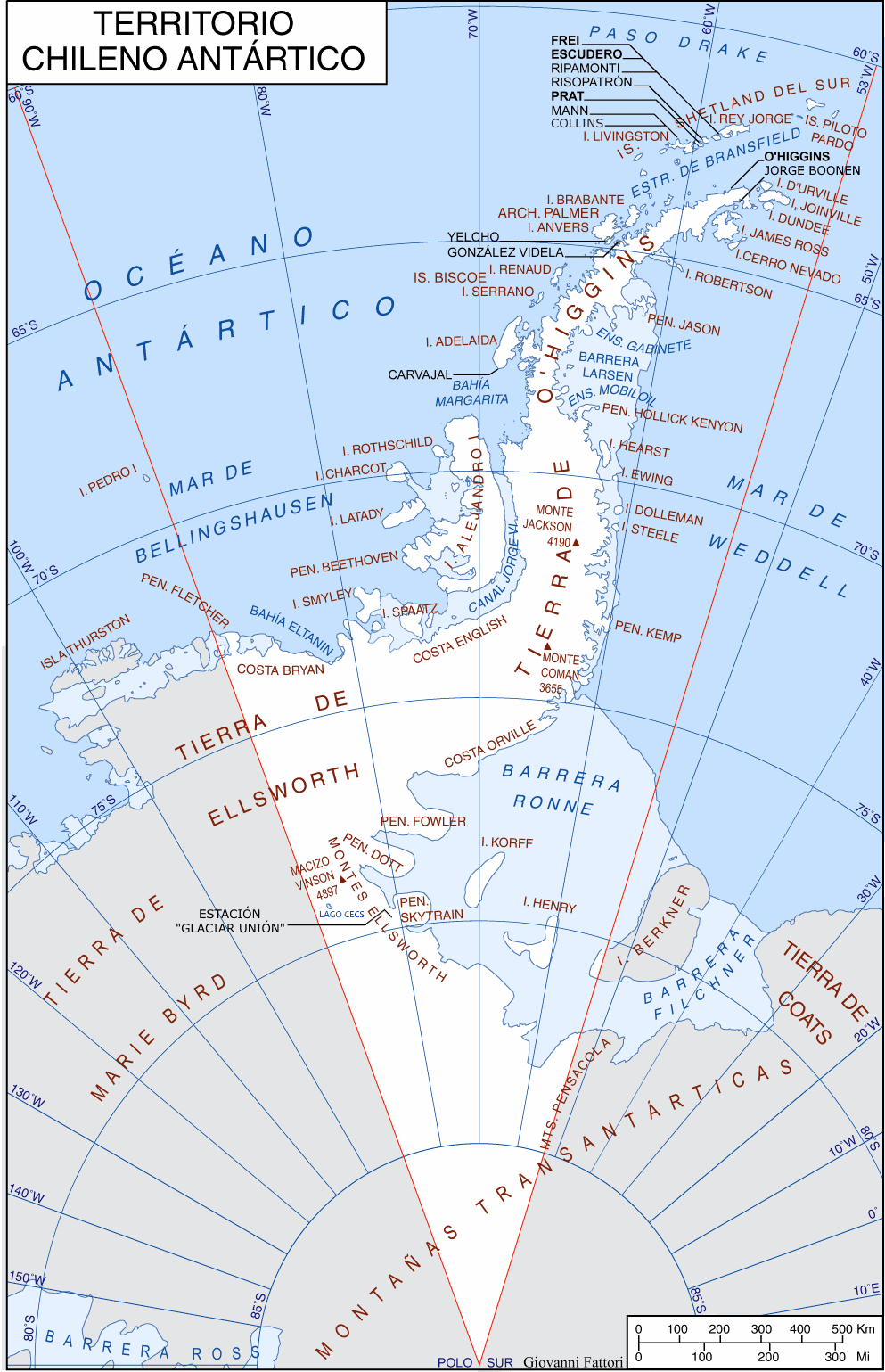

## خصوصیات
منطقه ماژلان و جنوبگان شیلی ۱۵۵٬۳۳۲ نفر جمعیت دارد.